# 臨時軍用気球研究会
臨時軍用気球研究会（りんじぐんようききゅうけんきゅうかい）は、日本の陸海軍が設置した気球と飛行機の軍事利用の研究会である。

## 概要
世界の航空軍事の進展に伴い、日本軍においても研究の必要性が認識され、臨時軍用気球研究会官制（1909年（明治42年）7月30日勅令第207号）により設立された。1909年8月30日に陸海軍大臣から訓令が発せられ、研究会の目的を遊動気球と飛行機に関する設計試験、操縦法、諸設備、通信法の研究と定められた。同年11月末ころに具体的な研究方針が定められ、次の12の研究部門が設置された。
- 第1部 気象 - 高層気象観測・観測法・飛行気球用観測器の研究
- 第2部 設備 - 土地買収・建築・器具機械等の据付・土木工事等
- 第3部 気流 - 気嚢の形状・翼の曲度・飛行・舵・安定板・螺旋翅の研究
- 第4部 構造 - 吊船・骨・骨組・乗座等の研究
- 第5部 材料 - 球皮・素材・水素・燃料等の研究
- 第6部 発動機 - 構造・効率・据付法等の研究並製作
- 第7部 螺旋機 - 形状、材料、位置、発動機との連結の研究並製作
- 第8部 製作 - 各部の研究・製作を総合し気球と飛行機を製作・組立
- 第9部 航空 - 気球並飛行機の操法・経緯測定法・気象観測法・航空地図の作業
- 第10部 通信 - 飛行気球間の通信・気球と地上との通信・夜間通信法等の研究
- 第11部 写真 - 望遠写真・写真偵察の研究
- 第12部 名称 - 各部門術語名称の決定・術語集の編纂

各研究部門は定められたが、研究会には専用事務所はなく、航空技術の本格的な研究を実施できる環境にはほど遠い状況であった。当初、研究は気球に重点が置かれていたが、大正期に入り飛行機に重点が移された。
研究会は陸軍主導で運営されたため、海軍側の意向が反映されにくい状況があった。そのため、海軍では1910年（明治43年）頃から研究会とは別途に航空研究を実施すべきとの意見が上がり、1912年（明治45年）6月に航空術研究委員21名を任命し追浜で独自に研究を開始した。1915年（大正4年）7月、海軍は陸軍に対して研究会の廃止について内協議を行ったが、陸軍側は研究会の存続の意向を回答した。海軍はこの回答を受け研究会の廃止の主張を取り下げたが、1916年（大正5年）には事実上研究会を退会した。その後、文部省も東京帝国大学内に航空研究所を設置し、研究会は陸軍単独で運営される状況となった。
1919年（大正8年）4月、陸軍航空部が設立されたことに伴い、1920年（大正9年）4月、田中義一陸軍大臣は加藤友三郎海軍大臣に研究会の廃止を提議し、研究会は内閣の承認を経て同年5月14日に解散した。

## 研究会構成
歴代会長
- 長岡外史：陸軍中将・軍務局長：1909年8月28日 - 1910年6月1日
- 石本新六：陸軍中将・陸軍次官：1910年6月1日 - 1911年9月1日
- 岡市之助：陸軍少将・陸軍次官：1911年9月1日 - 1913年5月
- 本郷房太郎：陸軍中将・陸軍次官：1913年5月13日 - 1914年4月20日
- 大島健一：陸軍中将・陸軍次官：1914年4月20日 - 1916年3月30日
- 井上仁郎：陸軍中将・交通兵団長：1916年3月31日 - 8月18日
- 山田隆一：陸軍中将・陸軍次官：1916年8月18日 - 1918年10月10日
- 山梨半造：陸軍中将・陸軍次官：1918年10月10日 - 1920年5月14日

委員
- 帝国大学

田中舘愛橘：東京帝国大学教授（1909年8月28日 - 、1917年4月27日 - ）
井口在屋：東京帝国大学教授（1909年8月28日 - ）
横田成年：東京帝国大学助教授（1909年12月6日 - ）
- 中央気象台

中村精男：技師（1909年8月28日 - ）
- 陸軍

井上仁郎：工兵大佐・工兵課長（1909年8月28日 - 1916年3月31日）
徳永熊雄：工兵少佐・気球隊長（1909年8月28日 - 1916年7月25日）
有川鷹一：工兵少佐・陸軍砲工学校教官（1909年8月28日 - ）
日野熊蔵：歩兵大尉・東京砲兵工廠付（1909年8月28日 - 1911年12月1日）
笹本菊太郎：砲兵大尉（1909年8月28日 - 1910年2月8日、砲兵少佐：1912年10月9日 - 1916年7月25日）
郡山真太郎：工兵大尉（1909年8月28日 - ）
徳川好敏：工兵大尉・気球隊付（1910年3月26日 - ）
草刈思朗：工兵大尉（1910年7月22日 - 1915年3月4日）
武内徹：工兵大佐（1910年12月22日 - 1911年12月27日、中将：1916年8月18日 - ）
松井順：工兵少佐（1910年12月22日 - ）
石本祥吉：工兵大尉（1910年12月22日 - 1916年11月25日）
桜井養秀：砲兵大尉（1911年11月20日 - ）
井上幾太郎：工兵大佐（1911年12月27日 - 1915年8月10日）
曽田孝一郎：工兵中佐（1912年2月16日 - 1916年7月25日）
中柴末純：工兵少佐（1912年4月20日 - 1915年8月10日）
植邨東彦：砲兵大尉（1912年4月20日 - ）
杉山正：工兵少佐（1914年1月14日 - 1916年11月25日）
松井命：工兵大尉（1914年5月28日 - ）
谷田繁太郎：工兵大佐（1915年8月10日 - ）:少将（1917年8月6日 - ）
鳴瀧紫磨：工兵中佐（1916年7月25日 - ）
北川正太郎：砲兵中佐（1916年7月25日 - ）
芝生佐市郎：工兵大佐（1916年9月8日 - ）
高田精一：工兵中佐（1916年11月25日 - ）
益田済：工兵少佐（1916年11月25日 - ）
星野庄三郎：少将（1917年8月23日 - ）
宮原国雄：工兵大佐（1917年8月23日 - ）
- 海軍

山屋他人：大佐・軍令部参謀（1909年8月28日 - ）
相原四郎：大尉（1909年8月28日 - 1910年3月1日）
小浜方彦：機関大尉（1909年8月28日 - 1911年3月10日）
奈良原三次：造兵中技士（1909年8月28日 - 1910年12月27日）
牛奥劼三：造船少監（1909年12月6日 - 1915年6月10日）
高島万太郎：大佐・軍令部参謀（1909年12月27日 - 1911年12月26日）
金子養三：大尉（1910年5月31日 - 1911年3月10日、少佐：1915年3月10日 - ）
飯田久恒：中佐（1910年9月14日 - 1910年12月17日）
山下誠一：機関大尉（1910年12月17日 - ）
梅北兼彦：大尉（1911年4月7日 - 1915年3月10日）
河野三吉：大尉（1911年6月8日 - ）
山路一善：大佐（1911年12月26日 - 1914年6月13日）
山内四郎：中佐（1912年4月2日 - ）
下村延太郎：大佐（1914年6月13日 - 12月10日）
吉田清風：大佐（1915年2月15日 - 1917年1月25日）
臼井国：少佐（1915年6月10日 - 1917年6月15日）
福与平三郎：中佐（1917年6月15日 - ）
井出謙治：少将（1917年8月7日 - ）
松下東治郎：大佐（1917年8月7日 - ）
小倉嘉明：中佐（1917年8月7日 - ）
※1914年1月14日以降の発令
- 岩本周平：陸軍技師・気球隊付
- 井上徳治郎：陸軍一等主計
- 田村鎮：陸軍技師